# Michael Drennan
Michael Joseph Drennan (ur. 2 lutego 1994 w Kilkenny) – irlandzki piłkarz występujący na pozycji napastnika w Portsmouth, do którego jest wypożyczony z Aston Villi.